# Gatorade Center
Gatorade Center (tidigare HK-arena, Typhoon Arena, Elysée Arena, Åbohallen fi: Turkuhalli) är en sport- och konserthall i stadsdelen Artukais i staden Åbo i Finland. Hallen byggdes mellan åren 1989 och 1990 efter ritningar av arkitektbyrå Casagrande & Haroma. Arenan är nordens sjätte största inomhusarena, efter Globen, Hartwall Arena, Nokia Arena, Malmö Arena och Scandinavium. Arenan renoverades 1996-97. Hallen är hemmaarena för ishockeylaget TPS. 
Arenan byggdes för VM i ishockey 1991. Byggnadskostnaderna var cirka 24 miljoner euro (145 miljoner finska mark). Renoveringsarbetena 1996-97 kostade cirka 6 miljoner euro (35 miljoner finska mark). Hallens publikkapacitet är cirka 12 000.

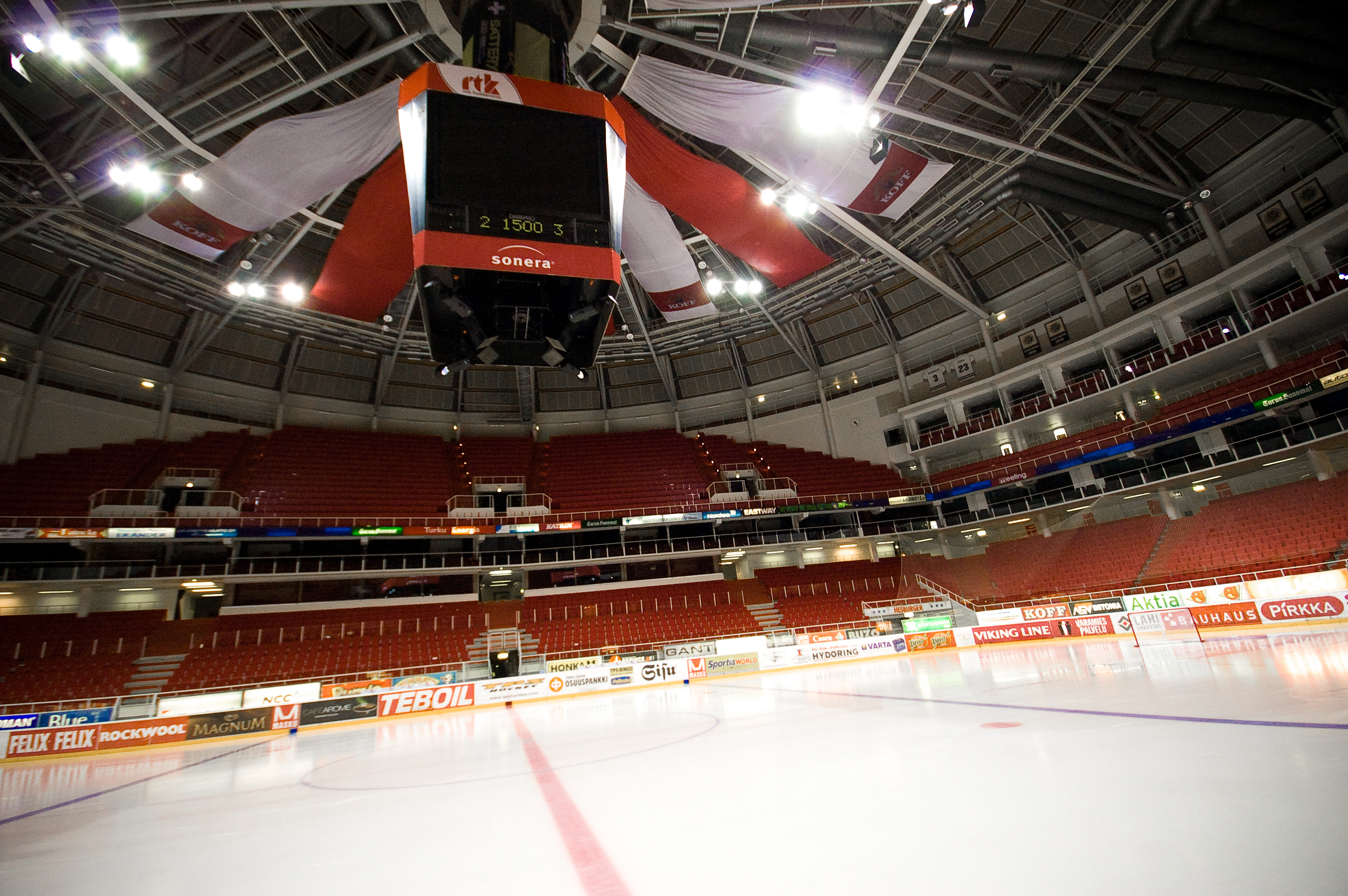
Gatorade Center invändigt